# Iwan Stiepanow
Iwan Aleksandrowicz Stiepanow (ur. 1890 we wsi Batawino w powiecie orłowskim w guberni orłowskiej, zm. 1953 w Moskwie) – funkcjonariusz radzieckich organów bezpieczeństwa, jeden z organizatorów zbrodni katyńskiej.
Skończył 7 klas szkoły powszechnej, od 1922 w organach GPU, od 1939 w WKP(b), 15 lipca 1939 mianowany pułkownikiem bezpieczeństwa państwowego. Szef 1. wydziału I Oddziału Wojsk Konwojowych NKWD ZSRR, wiosną 1940 uczestniczył w organizacji "transportów śmierci" polskich jeńców i więźniów z obozów w Kozielsku, Ostaszkowie i Starobielsku, za co 26 października 1940 ludowy komisarz spraw wewnętrznych ZSRR Ławrientij Beria przyznał mu nagrodę pieniężną. 1946-1947 zastępca szefa Oddziału Operacyjnego Zarządu Wojsk Konwojowych MWD ZSRR, 2 stycznia 1947 zwolniony ze stanowiska z powodu choroby i przeniesiony w stan spoczynku.

## Odznaczenia
- Order Lenina (21 lutego 1945)
- Order Czerwonego Sztandaru (3 listopada 1944)
- Order Czerwonej Gwiazdy (20 września 1943)
- Order Wojny Ojczyźnianej II klasy (dwukrotnie - 7 lipca 1944 i 21 kwietnia 1945)
- Medal „Za zasługi bojowe” (14 kwietnia 1943)